# مقاطعة هود (تكساس)
مقاطعة هود (بالإنجليزية: Hood  County)‏ هي إحدى المقاطعات في ولاية تكساس، الولايات المتحدة الأمريكية.

## أعلام
- هوغن وارتون